# Vitreolina macra
Vitreolina macra är en snäckart som först beskrevs av Bartsch 1917.  Vitreolina macra ingår i släktet Vitreolina och familjen Eulimidae. Inga underarter finns listade i Catalogue of Life.